# Les Contes de la véranda
Les Contes de la véranda est un recueil de contes de Herman Melville publié en 1856 chez l'éditeur Dix & Edwards.

## Historique
Les contes ont fait l'objet d'une publication antérieure dans la revue Putnam's Monthly Magazine de novembre 1853 à décembre 1855.

## Nouvelles
Le recueil est composé des six contes suivants :
- La Véranda (1856)
- Bartleby (1853)
- Benito Cereno (1855)
- Le Marchand de paratonnerres (1854)
- Les Encantadas ou Îles Enchantées (1854)
- Le Campanile (1855)